# تحمل الدواء
تَحمُّل الدواء مفهوم صيدلي يصف رد فعل المستخدم على دواء معين بعد استخدامه المتكرر. زيادة جرعة الدواء قد تزيد من تأثير الدواء،  ومع ذلك فإن هذا قد يسرع من تحمل الدواء، مما يقلل من تأثيره. يعد تحمل الدواء عامل مساهم في تطوير الإدمان على الدواء.
فيما يلي خصائص تحمل الدواء: أنه عكسي، معدله يعتمد على نوعية الدواء، جرعة وعدد مرات الاستخدام، يحدث بشكل تفاضلي لآثار مختلفة من نفس الدواء.

## سرعة المقاومة
سرعة المقاومة هي تحمل الدواء الفجائي الذي لا يعتمد على الجرعة.

## التحمل المتعلق بالديناميكا الدوائية
يحدث تَحمُّل الديناميكية الدوائية عندما تقل الاستجابة الخلوية للمادة مع الاستخدام المتكرر. أحد الأسباب الشائعة لظاهرة التحمل الدوائي هو أن تركيزات عالية من المادة ترتبط بشكل ثابت مع المستقبلات، مقللةً حساسيتها تجاه الدواء من خلال التفاعل المستمر. من ضمن الاحتمالات الأخرى انخفاض كثافة المستقبلات (عادة ما ترتبط مع منبهات المستقبلات)، أو غيرها من الآليات التي تؤدي إلى تغييرات في معدلات إطلاق عمل الدواء المحتملة.
التحمل الدوائي لمضادات المستقبلات ينطوي على العكس، أي زيادة معدل إطلاق المستقبلات أو زيادة في كثافة المستقبلات، أو آليات أخرى.
في حين تحدث معظم حالات التحمل الدوائي بعد التعرض المستمر للدواء، من الممكن أن تحدث حالات التحمل الحاد أو العاجل.

## تحمل الحركة الدوائية (التمثيل الغذائي)
يشير مفهوم الحركة الدوائية إلى الامتصاص، والتوزيع، والتمثيل الغذائي، وإفراز الأدوية. يتم امتصاص جميع الأدوية ذات التأثير النفساني في مجرى الدم أولا، ويُحمل في الدم إلى أجزاء مختلفة من الجسم بما في ذلك مكان عمله (التوزيع)، ثم يتكسر ببعض الآليات (الأيض)، وفي نهاية المطاف يخرج من الجسم (الإفراز). تعد كل هذه العوامل كمحددات هامة جدا للخصائص الدوائية الحيوية للدواء، بما في ذلك قوته، والآثار الجانبية، ومدة العمل.
يحدث التحمل الدوائي (التحمل المؤَهّب) بسبب انخفاض كمية المادة الواصلة إلى موقع عملها. قد يكون سبب ذلك زيادة تحفيز الإنزيمات اللازمة لانحلال الدواء. على سبيل المثال، إنزيمات CYP450. وهي الأكثر شيوعا مع مواد مثل الإيثانول.
يحدث هذا النوع من التحمل أكثر وضوحا مع الابتلاع عن طريق الفم، لأن طرق أخرى من تعاطي الأدوية تتجاوز أول تمريرة في عمليه الأيض. تحفيز الإنزيم هو المسئول جزئيا عن ظاهرة التحمل الدوائي، والتي من خلالها يؤدي تكرار استخدام الدواء إلى الحد من تأثير الدواء. ومع ذلك، فهي ليست سوى واحدة من عدة آليات للتحمّل الدوائي.

## التَحمّل السلوكي
يحدث التحمل السلوكي مع استخدام بعض الأدوية ذات التأثير النفساني، حيث يحدث تحمل للتأثير السلوكي للدواء، مثل زيادة النشاط الحركي مع الميثامفيتامين، ويحدث مع الاستخدام المتكرر. قد يحدث خلال التعلم المستقل عن الدواء، أو كشكل من أشكال تحمل الديناميكية الدوائية في الدماغ؛ تحدث الآلية الأخيرة للتحمل السلوكي عندما يتعلم الناس كيفية التغلب بفعالية على العاهات الناجمة عن الدواء من خلال الممارسة. غالبا ما يعتمد التحمل السلوكي على السياق، بمعنى أن التحمل يعتمد على البيئة التي يؤخذ فيها الدواء، وليس على الدواء نفسه. يصف التحسس السلوكي الظاهرة العكسية.